# Serial/holístico
El término serial/holístico se usa en la psicología para describir un estilo cognitivo. Se refiere a la forma en que se produce el aprendizaje, es decir, a las estrategias individuales de aprendizaje.
Un individuo holístico procesa varios elementos simultáneamente para organizarlos en una unidad compleja.
Un individuo serial o serialista analiza en detalle todos los elementos y los ordena en un criterio secuencial (paso a paso).
El estilo cognitivo Serial/holístico permite gran flexibilidad individual, pudiendo los individuos ser sensibles a las características de las tareas, de manera que modifican su forma de aprender para adecuarse a ellas.
- Datos: Q5640002